# 食品南駅
食品南駅（しょくひんみなみえき）は、かつて千葉県千葉市美浜区新港にあった京葉臨海鉄道食品南線の貨物駅（廃駅）である。隣接していた食品北線の食品北駅（しょくひんきたえき）についても併せて記述する。

## 概要
千葉港の玄関口たる中央地区に設置された国鉄千葉貨物ターミナル駅を起点とし、食品コンビナートの貨物輸送を担う「食品線」の終着駅として開設されたのがこの食品南駅および食品北駅である。両駅とも、1975年（昭和50年）5月10日に開業した。もともと食品線はこの地区の物資輸送を行うため京葉臨海鉄道が計画した3線の一つだが、食品線のみの開業にとどまり、残る「新港線」と「ふ頭線」は建設されなかった。
千葉港の食品コンビナートには五十数社の企業が集まり、食品南駅には5社5線、食品北駅には3社2線の専用線が接続した。駅では主に、飼料や穀物、小麦粉などを取り扱っていた。
しかし、工場の閉鎖・輸送のトラック転換による貨物取り扱い量の減少に伴い、1994年（平成6年）1月20日に食品南駅・食品北駅は同時に廃止された。

## 構造
食品南線・食品北線ともほぼ同じ線形をしており、千葉貨物ターミナル駅を出発すると90度のカーブを描き南西方向に向きを変え、岸壁に近い場所を線路の終端としていた。名前の通り、食品南駅の北に食品北駅があった。両駅とも、カーブ手前にある一つ目の踏切を渡った先から駅構内となっていた。
食品南駅構内では、千葉貨物ターミナル駅寄りのカーブからその内側に向かって山一飼料千葉工場の専用線が分岐していた。駅の中心（起点から1.3km）付近には複数の側線があり、側線の北側からは、起点側から順に明治飼糧千葉工場、千葉くみあい飼料（後のJA東日本くみあい飼料）、千葉共同サイロの専用線が分岐し、側線南側からは日清製粉千葉工場の専用線が分岐していた。
食品北駅構内では、千葉貨物ターミナル駅寄りのカーブからその内側に向かって全酪連千葉飼料工場の専用線が分岐し、線路の駅中心（起点から1.2km）付近からは千葉製粉の専用線が分岐していた。なお、千葉製粉専用線は工場にサイロが隣接する千葉埠頭サイロも使用していた。

## 主要な発着品目・発着駅
両駅とも車扱貨物の取扱駅であった。当駅を発着していた主な貨物は以下の通り。
| 駅名     | 会社名           | 発送品                               | 主な発送先                                         | 到着品                                             | 到着品の主な発駅                   |
| -------- | ---------------- | ------------------------------------ | -------------------------------------------------- | -------------------------------------------------- | ---------------------------------- |
| 食品南駅 | 山一飼料         |                                      |                                                    | 魚粉・米糠                                         | 磯子駅・田浦駅                     |
| 食品南駅 | 明治飼糧         | 配合飼料                             | 矢吹駅                                             | 魚粉・米糠                                         | 宮川駅                             |
| 食品南駅 | 日清製粉         | 小麦粉・配合飼料                     | 宇都宮駅・金指駅・石巻埠頭駅・高田駅               | 小麦粉                                             | 不明                               |
| 食品南駅 | 千葉共同サイロ   | 小麦・大豆・トウモロコシ・コウリャン | 宇都宮駅・野田市駅・銚子駅・赤塚駅・高崎駅・小山駅 |                                                    |                                    |
| 食品南駅 | 千葉くみあい飼料 |                                      |                                                    | グルテンフィード・炭酸カルシウム・大豆粕・配合飼料 | 小川町駅・清水駅・吉原駅・浜網走駅 |
| 食品北駅 | 全酪連           | 配合飼料                             | 新潟地区・中部地区                                 | グルテンフィード・麦粕・油粕・配合飼料             | 吉原駅・加茂駅                     |
| 食品北駅 | 千葉製粉         | 小麦粉・デンプン                     | 東青森駅                                           | 小麦粉                                             | 南松本駅                           |
| 食品北駅 | 千葉埠頭サイロ   | 小麦                                 | 亀田駅・赤城駅                                     |                                                    |                                    |

## 隣の駅
京葉臨海鉄道
食品南線
千葉貨物ターミナル駅 - 食品南駅
食品北線
千葉貨物ターミナル駅 - 食品北駅